# أغتشة مشهد (تشاراويماق)
أغتشة مشهد (بالفارسية: آغچه‌مشهد) هي منطقة سكنية تقع في تشارواماق الشرقية الريفية في إيران. يقدر عدد سكانها بـ 181 نسمة .